# Соломеева, Валентина Фёдоровна
Валентина Фёдоровна Соломеева (урожд. Яковлева; род. 5 февраля 1948 года, Чувашская АССР, г. Канаш) — советская баскетболистка.

## Биография
Воспитанница Чебоксарской ДЮСШ №1. Чемпионка Чувашии в составе команды «Динамо».
Чемпионка Казахской ССР в составе команды «Буревестник».
Чемпион Всемирной универсиады студентов в составе студенческой женской команды СССР (1973).
Окончила Алма-Атинский институт физической культуры (1973 год).
Мастер спорта СССР международного класса (1973) по баскетболу.
Работала преподавателем физкультуры в г. Алма-Ата (Казахстан).

## Награды
- Почетные грамоты Министерства образования и науки Республики Казахстан;
- Почетная грамота Министерства спорта и туризма Республики Казахстан (2008);
- Знак почета.